# آمده ازانفان

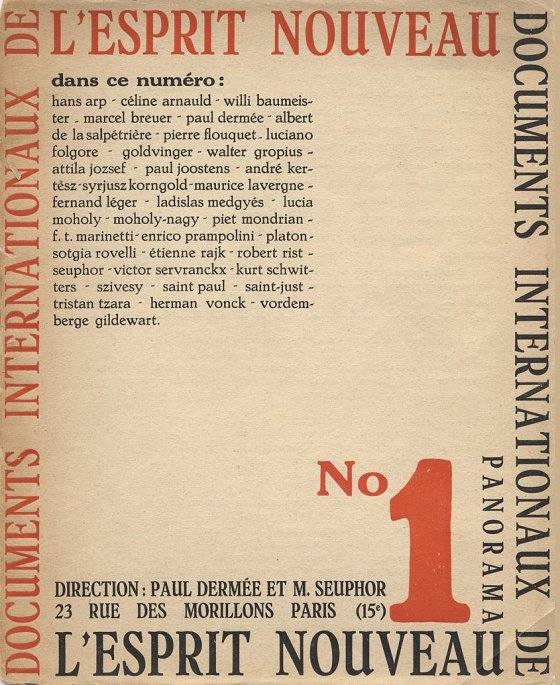
روح جلد شماره 1

آمده ازانفان (فرانسوی: Amédée Ozenfant‎; ۱۵ آوریل ۱۸۸۶ – ۴ مهٔ ۱۹۶۶) نقاش، و تصویرگر اهل فرانسه بود. او به همراه لو کوربوزیه از بنیان‌گذاران سبک ناب‌گرایی بود.
وی همچنین برندهٔ جوایزی همچون لژیون دونور شده‌است.